# Amen break
El Amen break es un solo de batería, o break, que ha sido ampliamente usado en sampling en la música popular. Proviene del tema de 1969 «Amen, Brother» del grupo de soul estadounidense The Winstons, lanzado como lado B del sencillo de 1969 «Color Him Father». El solo de batería dura siete segundos y fue realizado por Gregory Coleman. 
Con el auge del hip hop en la década de 1980, la pausa Amen se utilizó en éxitos como «Straight Outta Compton» de N.W.A. y «Keep It Going Now» de Rob Base & DJ E-Z Rock. En la década de 1990, se convirtió en un elemento básico del drum and bass y jungle. Se ha utilizado en miles de pistas de diversos géneros, lo que la convierte en una de las grabaciones más sampleadas de la historia de la música.
The Winstons no recibieron regalías por la muestra. El director de la banda, Richard Lewis Spencer, no tuvo conocimiento de su uso hasta 1996, después de que pasara el plazo de prescripción por infracción de derechos de autor. Condenó su uso como plagio, pero luego dijo que era halagador. Dijo que era poco probable que Coleman, que murió sin hogar y en la miseria en 2006, se diera cuenta del impacto que había tenido en la música.

## Antecedentes y grabación
The Winstons fueron una banda de soul de Washington D. C., que tocaba en todo el sur de los Estados Unidos. Fueron dirigidos por Richard Lewis Spencer. A principios de 1969, The Winstons grabaron el sencillo «Color Him Father» en Atlanta. Para el lado B, grabaron un instrumental basado en la canción góspel «Amen» y un riff de guitarra que Curtis Mayfield había tocado para Spencer. El resultado fue «Amen, Brother», que Spencer dijo que compusieron en unos 20 minutos. Aunque «Color Him Father» se convirtió en uno de los 10 primeros éxitos de R&B y ganó un premio Grammy, «Amen, Brother» recibió poca atención. Como grupo mestizo, The Winstons lucharon por conseguir reservas y se disolvieron en 1970.

## Solo de batería
Aproximadamente al minuto y 26 segundos de «Amen, Brother», los otros músicos dejan de tocar y el baterista, Gregory Coleman, realiza un break en la forma de un solo de batería de cuatro compases que dura siete segundos. Durante dos compases, Coleman toca el tiempo anterior. En el tercer compás, retrasa un golpe de caja. En el cuarto compás, deja el primer tiempo vacío, luego toca un patrón sincopado y un choque de platillo temprano.
Se agregó el solo de batería para alargar la pista, que había sido demasiado corta con solo el riff. Spencer dijo que él dirigió el solo, pero Phil Tolotta, el único otro miembro superviviente de la banda en 2015, se la atribuyó únicamente a Coleman.

## Sample
En la década de 1980, con el auge del hip hop, los DJ comenzaron a usar tocadiscos para reproducir en bucle los ritmos de batería de los discos, sobre los cuales los MC rapeaban. En 1986, «Amen, Brother» se incluyó en Ultimate Breaks and Beats, una recopilación de viejos temas de funk y soul con ritmos de batería limpios destinados a DJ. El sencillo de 1986 de Salt-N-Pepa, «I Desire», tiene uno de los primeros usos de la pausa Amen. Varios lanzamientos en 1988 lo llevaron a la corriente principal, incluido «Straight Outta Compton» de N.W.A. y «Keep It Going Now» de Rob Base & DJ E-Z Rock.
El Amen break se ha utilizado en miles de pistas, lo que la convierte en una de las pistas con más samples de la historia. Fue ampliamente muestreado en la música dance británica a principios de la década de 1990, especialmente en drum and bass y jungle. Se ha utilizado en múltiples géneros, incluida la música rock de grupos como Oasis, y en comerciales y temas de televisión como Futurama.
El Amen break se hizo popular porque era fácil de manipular y ofrecía una forma sencilla de crear música de la jungla. El baterista inglés Tom Skinner destacó el atractivo «crunch» de la calidad de la grabación. Los productores lo han manipulado alterando su tono o velocidad, o reordenando sus componentes para imitar notas fantasma u otros efectos.

## Regalías
El propietario de los derechos de autor de «Amen, Brother», incluida la pausa de Amen, era el líder de la banda de los Winston, Richard Lewis Spencer. Ni él ni Coleman recibieron regalías por la ruptura. Spencer no estaba al tanto de su uso hasta que un ejecutivo se puso en contacto con él para pedirle la cinta maestra en 1996, cuando trabajaba para el Metro de Washington. No pudo emprender acciones legales, ya que en Estados Unidos el plazo de prescripción por infracción de derechos de autor es de tres años.
Spencer condenó el sampling como plagio y dijo que «se sintió estafado y violado». Dijo en 2011: «El corazón y el alma [de Coleman] fueron puestos en ese solo de batería. Ahora estos tipos lo copian y pegan y ganan millones». Sin embargo, en 2015, dijo: «No es lo peor que te puede pasar. Soy un hombre negro en Estados Unidos y el hecho de que alguien quiera usar algo que yo creé – eso es halagador».
Coleman murió sin hogar y en la miseria en 2006. Spencer dijo que era poco probable que fuera consciente del impacto que había tenido en la música. En 2015, una campaña de GoFundMe creada para Spencer por los DJ británicos Martyn Webster y Steve Theobald recaudó más de £18 000 (US$26 000). Spencer murió en 2020.

## Lectura adicional
- Ryan Alexander Bloom (2018). Live Drum & Bass written. Nueva York: Hudson Music.
- Gerwin Eisenhauer (2005). Welcome to the Jungle. Alemania: Dux.